# Paul Guimard
Paul Guimard (* 3. März 1921 in Saint-Mars-la-Jaille, Département Loire-Atlantique; † 2. Mai 2004 in Hyères, Département Var) war ein französischer Schriftsteller.
Guimard begann seine Karriere als Journalist. Seinen ersten Roman, Les faux frères, veröffentlichte er 1956 und erhielt dafür den Grand Prix de l’Humour. Ein Jahr später erhielt er den Prix Interallié. Sein Werk Les choses de la vie wurde 1969 von Claude Sautet mit Romy Schneider und Michel Piccoli verfilmt. In den 1970er Jahren schrieb er Kolumnen für das Magazin L’Express.
Nachdem die französischen Sozialisten 1981 die Wahlen gewonnen hatten, wurde Paul Guimard kurzzeitig Berater des Präsidenten François Mitterrand, mit dem er bereits seit dem Zweiten Weltkrieg befreundet war.
Guimard teilte seine Leidenschaft für das Angeln, Segeln und für das Meer mit seiner Ehefrau, der französischen Romanautorin Benoîte Groult (Salz auf unserer Haut). Laut ihren Angaben erlag er einem Herzleiden.

## Werke
- In einer Straße von Paris
- Eines Abends, es hatte geregnet
- Begegnungen
- Die Dinge des Lebens (Les choses de la vie)
- Versteinerung (L’Age de Pierre)

## Verfilmungen
Literarische Vorlage
- 1993: Begegnungen – Intersection (Intersection), Regie: Mark Rydell, nach dem Drehbuch zu „Die Dinge des Lebens“

Drehbuch
- 1958: Die Nacht und ihr Preis (Cette nuit-là), Regie: Maurice Cazeneuve
- 1970: Die Dinge des Lebens (Les choses de la vie)